# لوك لي (سياسي)
لوك لي (بالإنجليزية: Luke Lea) هو محامي وسياسي أمريكي، ولد في 12 أبريل 1879 في ناشفيل في الولايات المتحدة، وتوفي بنفس المكان في 18 نوفمبر 1945. حزبياً، نشط في الحزب الديمقراطي. وقد انتخب عضو مجلس الشيوخ الأمريكي.